# عمرو عبد الله
عمرو عبد الله إبراهيم. هو ناشط ديني شيعي مصري من تلامذة رجل الدين الشيعي المصري المعروف حسن شحاتة، وهو ينتمي لأسرة سنية، وقد تشيّع قبل سبع سنوات من ثورة 25 يناير.
وقد برز اسمه من خلال ظهوره في بعض وسائل الإعلام متحدثاً عن الشيعة والتشيع في مصر. وكذا ظهوره في برامج خاصة بالشيعة المصريين على بعض القنوات الشيعية كقناتي فدك وصوت العترة. اعتقل عُقيب أحداث يوم عاشوراء إذ جرت بعض المناوشات بين الشيعة والسلفيين الذين حاولوا أن يقفوا حائلاً دون إحياء الشيعة لمراسم عاشوراء في مسجد الإمام الحسين بالقاهرة، وفي وقت لاحق قضت محكمة جنح الجمالية برئاسة المستشار طلال رضوان عليه بالسجن خمس سنوات بتهمة «سب الصحابة وازدراء الأديان»، ورافق صدور الحكم استنكار واسع من الشيعة في مصر وخارجها.